# Kutlovo (gmina Kuršumlija)
Kutlovo (cyr. Кутлово) – wieś w Serbii, w okręgu toplickim, w gminie Kuršumlija. W 2011 roku liczyła 17 mieszkańców.